# Gymnotheca
El género Gymnotheca Decne., 1845, comprende 2 especies de hierbas suculentas y pertenece a la familia Saururaceae. Su especie tipo es Gymnotheca chinensis Decne., 1845.

## Descripción
Con las caracteres generales de la familia Saururaceae.
- Hierbas perennes, prostradas, con estolones más  menos desarrollados.
- Hojas reniformes, apergaminadas, subglabras, más o menos glandulares, de borde entero a subcrenulado, con 5-7 nervios basales, peciolos casi tan largos o más largos que el limbo foliar, estípulas membranosas de base ensanchada y abrazadora.
- Tallos longitudinalmente asurcados.
- Inflorescencias en espiga alargada, con brácteas y en G. involucrata con 3-4 brácteas petaloides basales blancas formando un pseudanto, el raquis comprimido o casi alado.
- Flores blancas, pequeñas; estambres (5-)6(-7), soldados al ovario, opuestos a los carpelos, más cortos que los estilos, los filamentos tan largos como las anteras o poco más largos, éstas oblongas; gineceo semiínfero, paracárpico, estipitado, carpelos (2-)4, con 9-13 óvulos en cada placenta, estilos 4, recurvos.
- Fruto en cápsula fusiforme, apicalmente dehiscente.
- Número cromosómico: 2n = 18.

## Ecología
Lugares húmedos, bosques, orillas de arroyos, cunetas, 600-2000 m.

## Distribución
El género se distribuye por China y el norte de Vietnam.

## Usos
Se usan en farmacopea tradicional.

## Táxones específicos incluidos
El género incluye dos especies:
- Inflorescencia sin brácteas involucrales vistosas en la base.

Gymnotheca chinensis Decne., 1845 (= Saururus cavaleriei H. Lév., 1911)
Florece de abril a noviembre. Amplia distribución por el sur de China y norte de Vietnam.
- Inflorescencia con 3-4 brácteas vistosas, blancas, en la base, formando un pseudanto.

Gymnotheca involucrata S.J. Pei, 1934
Florece de febrero a junio. Sur de Sichuan.